# Adolfus masavaensis
Espèce
Statut de conservation UICN

 NT  : Quasi menacé
Adolfus masavaensis est une espèce de sauriens de la famille des Lacertidae.

## Répartition
Cette espèce est endémique du mont Elgon au Kenya.

## Étymologie
Son nom d'espèce, composé de masava et du suffixe latin -ensis, « qui vit dans, qui habite », lui a été donné en référence au lieu de sa découverte, Masava, le nom local du mont Elgon.

## Publication originale
- Wagner, Greenbaum, Malonza & Branch, 2014 : Resolving sky island speciation in populations of East African Adolfus alleni (Sauria, Lacertidae). Salamandra, vol. 50, no 1, p. 1-17.